# Sainte Tanche

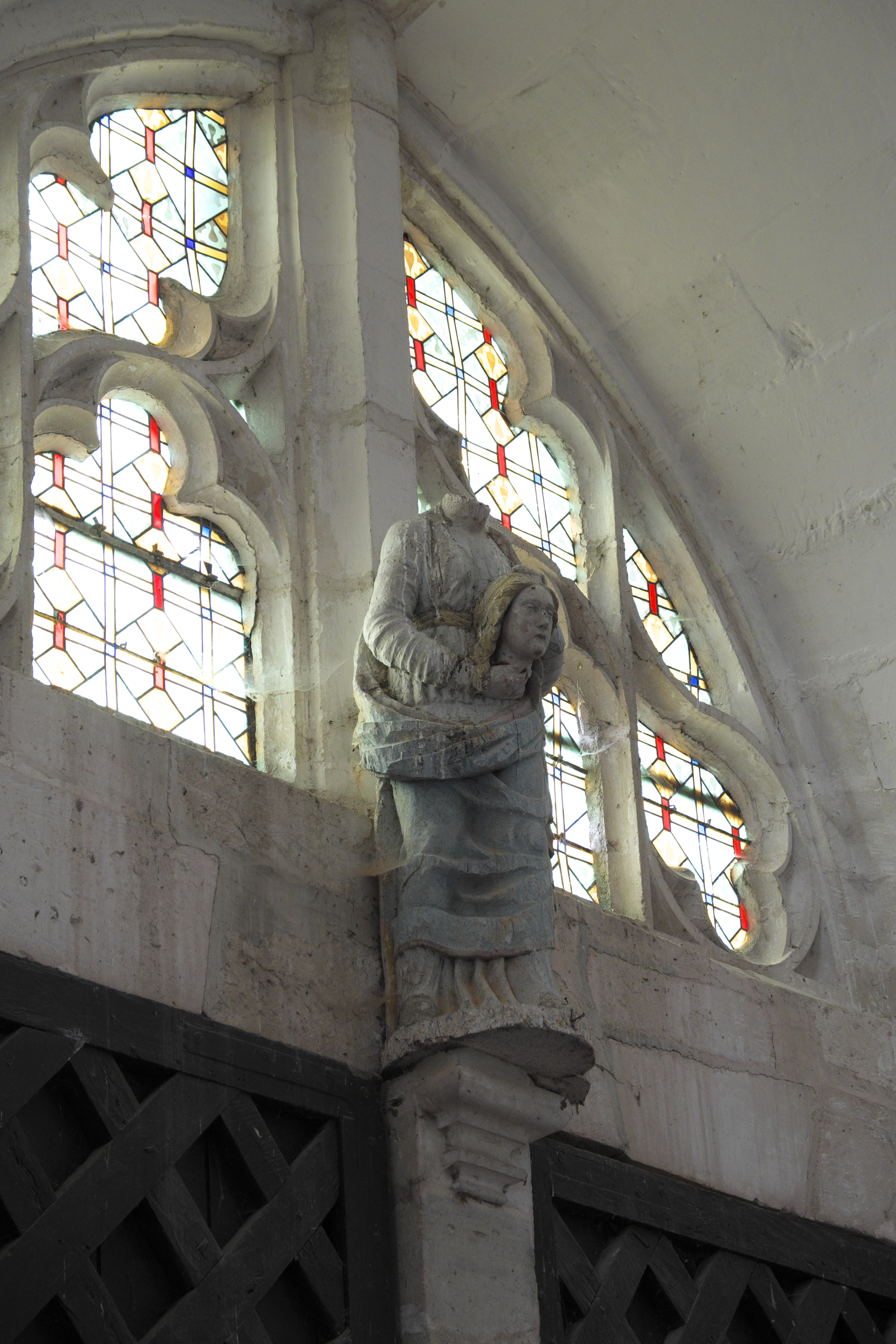
Sa statue en l'église Sainte-Tanche de Lhuître.

Sainte Tanche est une sainte chrétienne locale, vierge et martyre au diocèse de Troyes morte en 637 et fêtée le 10 octobre. Selon la légende, la jeune vierge aurait été décapitée par un valet après avoir refusé ses avances sexuelles.
L'église Sainte-Tanche de Lhuître lui est dédiée, de même que celle de Vaupoisson.